# 霁云殿
霁云殿，俗稱「聖殿」、「北極殿」、「玄武殿」，是中國福建省泉州晋江市安海镇的一处北帝廟，其间供奉着北极玄天上帝，宋朝时，宋真宗赵恒改“玄武上帝”为“真武上帝”所以又称真武殿。明朝永乐年间重修改名为“霁云殿”清朝顺治年间毁于迁界，清朝康熙年间重修。

## 历史
相传该寺庙建于五代，系闽王王审知为了治疗其子之病，画真武帝君（北极玄天上帝）之像祈愿，其子之病痊之后，還願立庙祭祀。明朝永乐年间用海上发现的一块浮木，雕刻玄天上帝金身。并刻有匾额：“江南第一灵坛”。而后金身被盗，重新用香木雕刻金身。清道光《晋江县志．卷六十九．寺观志．城外寺观．霁云殿》：「明．永樂間，海上一片浮槎ㄔㄚˊ隨潮往來。裏人取雕真武上帝像，而金其身，額曰‘江南第一靈壇’」明朝嘉靖年间(1559年)倭寇入侵将寺庙损毁。明朝隆庆年间（1567～1572年）柯实卿筹措善款，乡贤蔡经捐地重建寺庙，并作匾额；“武当行宫”。清朝顺治年间（1661年）因清政府为打击郑成功势力发布辛丑迁界。
。霁云殿又遭破坏。直至康熙（1687年）在原地址重新修复。
中华人民共和国建国后曾被作为晋江县烈士纪念室和郑成功纪念馆。
该建筑物为泉州市文物保护单位。

## 建筑以及文物

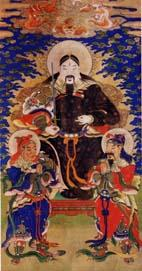
玄天上帝肖像圖

霁云殿建于安海镇东北侧，殿宇采用歇山顶九脊重檐，三进规格，面宽三间。其高度跟安海镇南的白塔塔尖齐高。寺庙建有18级的石阶，并建有山门以及门坊。山门上刻有“霁云别界”坊牌上刻有“路入天台”现皆以损毁。寺庙内刻有清代翰林庄俊元所书写的“元武不足当也，众星共环拱之”的柱联。殿内刻有两头石狮，为站立在基座上，颇似金门的“风狮爷”。中殿祀奉北极玄天大帝，其形象右手持剑左手食指指天，右脚踩有龟蛇。现存石台、石栏、奎光阁等附属建筑以及北极玄天大帝坐殿偶像一尊，出辇偶像一尊，龙王爷头像一尊，福德正神一尊等文物。

## 民俗
每逢到端午佳节，安海镇的会举行端午民俗活动“嗦啰𪡏”。其中霁云殿龙头，以及安海妈祖宫(供奉海神妈祖）的龙头，因为其寺庙供奉的是古泉郡八都安海镇都主玄武上帝和海神妈祖所以可以整个安海扫境。其余几队的龙头只能扫本境不能跨境
。